# Відкритий напад
В  шахах відкритий напад — це напад в результаті того, що одна фігура відкриває лінію для іншої, яка нападає. Відкриті напади можуть бути дуже потужними, оскільки фігура яка рухається може створювати свою власну загрозу, незалежно від тієї фігури, шлях для якої вона відкриває. Подібно до багатьох елементів шахової тактики, такі прийоми є успішними, оскільки суперник не здатен відреагувати на дві загрози одразу. Зазвичай наслідком відкритого нападу є виграш матеріалу, але він є ефективним навіть якщо шахіст просто виграє зайвий темп.

## Типи
Якщо фігура яка рухається ставить шах королю суперника, то такий маневр називається відкритий напад з шахом. Якщо фігура, яка відкривається, сама робить шах, то такий відкритий напад називається відкритий шах. Якщо обидві фігури ставлять шах, то такий тактичний удар має назву Подвійний шах.
Гравець може виграти матеріал за допомогою відкритого нападу, коли фігура, яка рухається, б'є захищену фігуру суперника. Якщо дія суперника направлена на захист проти відкритого нападу (він зобов'язаний це робити під час шаха), гравець, що атакує, буде мати час, щоб забрати фігуру, яку він рухав до цього, неушкодженою. Такий сценарій часто називають відкритий напад (або шах) з побиттям.
Коли фігура йде на поле, з якого вона загрожує поставити  мат наступним ходом, то такий тактичний прийом називається відкритий удар з загрозою мату. Відкритий мат є також можливим.

## Приклад
|   | a | b | c | d | e | f | g | h |   |
| 8 | a8 чорна тура · c8 чорний слон · e8 чорний король · f8 чорний слон · g8 чорний кінь · h8 чорна тура · a7 чорний пішак · b7 чорний пішак · f7 чорний пішак · g7 чорний пішак · h7 чорний пішак · e6 чорний пішак · b5 чорний хрестик · d5 чорний пішак · e5 білий пішак · d4 чорний ферзь · d3 білий слон · a2 білий пішак · b2 білий пішак · f2 білий пішак · g2 білий пішак · h2 білий пішак · a1 біла тура · b1 білий кінь · c1 білий слон · d1 білий ферзь · e1 білий король · h1 біла тура | a8 чорна тура · c8 чорний слон · e8 чорний король · f8 чорний слон · g8 чорний кінь · h8 чорна тура · a7 чорний пішак · b7 чорний пішак · f7 чорний пішак · g7 чорний пішак · h7 чорний пішак · e6 чорний пішак · b5 чорний хрестик · d5 чорний пішак · e5 білий пішак · d4 чорний ферзь · d3 білий слон · a2 білий пішак · b2 білий пішак · f2 білий пішак · g2 білий пішак · h2 білий пішак · a1 біла тура · b1 білий кінь · c1 білий слон · d1 білий ферзь · e1 білий король · h1 біла тура | a8 чорна тура · c8 чорний слон · e8 чорний король · f8 чорний слон · g8 чорний кінь · h8 чорна тура · a7 чорний пішак · b7 чорний пішак · f7 чорний пішак · g7 чорний пішак · h7 чорний пішак · e6 чорний пішак · b5 чорний хрестик · d5 чорний пішак · e5 білий пішак · d4 чорний ферзь · d3 білий слон · a2 білий пішак · b2 білий пішак · f2 білий пішак · g2 білий пішак · h2 білий пішак · a1 біла тура · b1 білий кінь · c1 білий слон · d1 білий ферзь · e1 білий король · h1 біла тура | a8 чорна тура · c8 чорний слон · e8 чорний король · f8 чорний слон · g8 чорний кінь · h8 чорна тура · a7 чорний пішак · b7 чорний пішак · f7 чорний пішак · g7 чорний пішак · h7 чорний пішак · e6 чорний пішак · b5 чорний хрестик · d5 чорний пішак · e5 білий пішак · d4 чорний ферзь · d3 білий слон · a2 білий пішак · b2 білий пішак · f2 білий пішак · g2 білий пішак · h2 білий пішак · a1 біла тура · b1 білий кінь · c1 білий слон · d1 білий ферзь · e1 білий король · h1 біла тура | a8 чорна тура · c8 чорний слон · e8 чорний король · f8 чорний слон · g8 чорний кінь · h8 чорна тура · a7 чорний пішак · b7 чорний пішак · f7 чорний пішак · g7 чорний пішак · h7 чорний пішак · e6 чорний пішак · b5 чорний хрестик · d5 чорний пішак · e5 білий пішак · d4 чорний ферзь · d3 білий слон · a2 білий пішак · b2 білий пішак · f2 білий пішак · g2 білий пішак · h2 білий пішак · a1 біла тура · b1 білий кінь · c1 білий слон · d1 білий ферзь · e1 білий король · h1 біла тура | a8 чорна тура · c8 чорний слон · e8 чорний король · f8 чорний слон · g8 чорний кінь · h8 чорна тура · a7 чорний пішак · b7 чорний пішак · f7 чорний пішак · g7 чорний пішак · h7 чорний пішак · e6 чорний пішак · b5 чорний хрестик · d5 чорний пішак · e5 білий пішак · d4 чорний ферзь · d3 білий слон · a2 білий пішак · b2 білий пішак · f2 білий пішак · g2 білий пішак · h2 білий пішак · a1 біла тура · b1 білий кінь · c1 білий слон · d1 білий ферзь · e1 білий король · h1 біла тура | a8 чорна тура · c8 чорний слон · e8 чорний король · f8 чорний слон · g8 чорний кінь · h8 чорна тура · a7 чорний пішак · b7 чорний пішак · f7 чорний пішак · g7 чорний пішак · h7 чорний пішак · e6 чорний пішак · b5 чорний хрестик · d5 чорний пішак · e5 білий пішак · d4 чорний ферзь · d3 білий слон · a2 білий пішак · b2 білий пішак · f2 білий пішак · g2 білий пішак · h2 білий пішак · a1 біла тура · b1 білий кінь · c1 білий слон · d1 білий ферзь · e1 білий король · h1 біла тура | a8 чорна тура · c8 чорний слон · e8 чорний король · f8 чорний слон · g8 чорний кінь · h8 чорна тура · a7 чорний пішак · b7 чорний пішак · f7 чорний пішак · g7 чорний пішак · h7 чорний пішак · e6 чорний пішак · b5 чорний хрестик · d5 чорний пішак · e5 білий пішак · d4 чорний ферзь · d3 білий слон · a2 білий пішак · b2 білий пішак · f2 білий пішак · g2 білий пішак · h2 білий пішак · a1 біла тура · b1 білий кінь · c1 білий слон · d1 білий ферзь · e1 білий король · h1 біла тура | 8 |
| 7 | a8 чорна тура · c8 чорний слон · e8 чорний король · f8 чорний слон · g8 чорний кінь · h8 чорна тура · a7 чорний пішак · b7 чорний пішак · f7 чорний пішак · g7 чорний пішак · h7 чорний пішак · e6 чорний пішак · b5 чорний хрестик · d5 чорний пішак · e5 білий пішак · d4 чорний ферзь · d3 білий слон · a2 білий пішак · b2 білий пішак · f2 білий пішак · g2 білий пішак · h2 білий пішак · a1 біла тура · b1 білий кінь · c1 білий слон · d1 білий ферзь · e1 білий король · h1 біла тура | a8 чорна тура · c8 чорний слон · e8 чорний король · f8 чорний слон · g8 чорний кінь · h8 чорна тура · a7 чорний пішак · b7 чорний пішак · f7 чорний пішак · g7 чорний пішак · h7 чорний пішак · e6 чорний пішак · b5 чорний хрестик · d5 чорний пішак · e5 білий пішак · d4 чорний ферзь · d3 білий слон · a2 білий пішак · b2 білий пішак · f2 білий пішак · g2 білий пішак · h2 білий пішак · a1 біла тура · b1 білий кінь · c1 білий слон · d1 білий ферзь · e1 білий король · h1 біла тура | a8 чорна тура · c8 чорний слон · e8 чорний король · f8 чорний слон · g8 чорний кінь · h8 чорна тура · a7 чорний пішак · b7 чорний пішак · f7 чорний пішак · g7 чорний пішак · h7 чорний пішак · e6 чорний пішак · b5 чорний хрестик · d5 чорний пішак · e5 білий пішак · d4 чорний ферзь · d3 білий слон · a2 білий пішак · b2 білий пішак · f2 білий пішак · g2 білий пішак · h2 білий пішак · a1 біла тура · b1 білий кінь · c1 білий слон · d1 білий ферзь · e1 білий король · h1 біла тура | a8 чорна тура · c8 чорний слон · e8 чорний король · f8 чорний слон · g8 чорний кінь · h8 чорна тура · a7 чорний пішак · b7 чорний пішак · f7 чорний пішак · g7 чорний пішак · h7 чорний пішак · e6 чорний пішак · b5 чорний хрестик · d5 чорний пішак · e5 білий пішак · d4 чорний ферзь · d3 білий слон · a2 білий пішак · b2 білий пішак · f2 білий пішак · g2 білий пішак · h2 білий пішак · a1 біла тура · b1 білий кінь · c1 білий слон · d1 білий ферзь · e1 білий король · h1 біла тура | a8 чорна тура · c8 чорний слон · e8 чорний король · f8 чорний слон · g8 чорний кінь · h8 чорна тура · a7 чорний пішак · b7 чорний пішак · f7 чорний пішак · g7 чорний пішак · h7 чорний пішак · e6 чорний пішак · b5 чорний хрестик · d5 чорний пішак · e5 білий пішак · d4 чорний ферзь · d3 білий слон · a2 білий пішак · b2 білий пішак · f2 білий пішак · g2 білий пішак · h2 білий пішак · a1 біла тура · b1 білий кінь · c1 білий слон · d1 білий ферзь · e1 білий король · h1 біла тура | a8 чорна тура · c8 чорний слон · e8 чорний король · f8 чорний слон · g8 чорний кінь · h8 чорна тура · a7 чорний пішак · b7 чорний пішак · f7 чорний пішак · g7 чорний пішак · h7 чорний пішак · e6 чорний пішак · b5 чорний хрестик · d5 чорний пішак · e5 білий пішак · d4 чорний ферзь · d3 білий слон · a2 білий пішак · b2 білий пішак · f2 білий пішак · g2 білий пішак · h2 білий пішак · a1 біла тура · b1 білий кінь · c1 білий слон · d1 білий ферзь · e1 білий король · h1 біла тура | a8 чорна тура · c8 чорний слон · e8 чорний король · f8 чорний слон · g8 чорний кінь · h8 чорна тура · a7 чорний пішак · b7 чорний пішак · f7 чорний пішак · g7 чорний пішак · h7 чорний пішак · e6 чорний пішак · b5 чорний хрестик · d5 чорний пішак · e5 білий пішак · d4 чорний ферзь · d3 білий слон · a2 білий пішак · b2 білий пішак · f2 білий пішак · g2 білий пішак · h2 білий пішак · a1 біла тура · b1 білий кінь · c1 білий слон · d1 білий ферзь · e1 білий король · h1 біла тура | a8 чорна тура · c8 чорний слон · e8 чорний король · f8 чорний слон · g8 чорний кінь · h8 чорна тура · a7 чорний пішак · b7 чорний пішак · f7 чорний пішак · g7 чорний пішак · h7 чорний пішак · e6 чорний пішак · b5 чорний хрестик · d5 чорний пішак · e5 білий пішак · d4 чорний ферзь · d3 білий слон · a2 білий пішак · b2 білий пішак · f2 білий пішак · g2 білий пішак · h2 білий пішак · a1 біла тура · b1 білий кінь · c1 білий слон · d1 білий ферзь · e1 білий король · h1 біла тура | 7 |
| 6 | a8 чорна тура · c8 чорний слон · e8 чорний король · f8 чорний слон · g8 чорний кінь · h8 чорна тура · a7 чорний пішак · b7 чорний пішак · f7 чорний пішак · g7 чорний пішак · h7 чорний пішак · e6 чорний пішак · b5 чорний хрестик · d5 чорний пішак · e5 білий пішак · d4 чорний ферзь · d3 білий слон · a2 білий пішак · b2 білий пішак · f2 білий пішак · g2 білий пішак · h2 білий пішак · a1 біла тура · b1 білий кінь · c1 білий слон · d1 білий ферзь · e1 білий король · h1 біла тура | a8 чорна тура · c8 чорний слон · e8 чорний король · f8 чорний слон · g8 чорний кінь · h8 чорна тура · a7 чорний пішак · b7 чорний пішак · f7 чорний пішак · g7 чорний пішак · h7 чорний пішак · e6 чорний пішак · b5 чорний хрестик · d5 чорний пішак · e5 білий пішак · d4 чорний ферзь · d3 білий слон · a2 білий пішак · b2 білий пішак · f2 білий пішак · g2 білий пішак · h2 білий пішак · a1 біла тура · b1 білий кінь · c1 білий слон · d1 білий ферзь · e1 білий король · h1 біла тура | a8 чорна тура · c8 чорний слон · e8 чорний король · f8 чорний слон · g8 чорний кінь · h8 чорна тура · a7 чорний пішак · b7 чорний пішак · f7 чорний пішак · g7 чорний пішак · h7 чорний пішак · e6 чорний пішак · b5 чорний хрестик · d5 чорний пішак · e5 білий пішак · d4 чорний ферзь · d3 білий слон · a2 білий пішак · b2 білий пішак · f2 білий пішак · g2 білий пішак · h2 білий пішак · a1 біла тура · b1 білий кінь · c1 білий слон · d1 білий ферзь · e1 білий король · h1 біла тура | a8 чорна тура · c8 чорний слон · e8 чорний король · f8 чорний слон · g8 чорний кінь · h8 чорна тура · a7 чорний пішак · b7 чорний пішак · f7 чорний пішак · g7 чорний пішак · h7 чорний пішак · e6 чорний пішак · b5 чорний хрестик · d5 чорний пішак · e5 білий пішак · d4 чорний ферзь · d3 білий слон · a2 білий пішак · b2 білий пішак · f2 білий пішак · g2 білий пішак · h2 білий пішак · a1 біла тура · b1 білий кінь · c1 білий слон · d1 білий ферзь · e1 білий король · h1 біла тура | a8 чорна тура · c8 чорний слон · e8 чорний король · f8 чорний слон · g8 чорний кінь · h8 чорна тура · a7 чорний пішак · b7 чорний пішак · f7 чорний пішак · g7 чорний пішак · h7 чорний пішак · e6 чорний пішак · b5 чорний хрестик · d5 чорний пішак · e5 білий пішак · d4 чорний ферзь · d3 білий слон · a2 білий пішак · b2 білий пішак · f2 білий пішак · g2 білий пішак · h2 білий пішак · a1 біла тура · b1 білий кінь · c1 білий слон · d1 білий ферзь · e1 білий король · h1 біла тура | a8 чорна тура · c8 чорний слон · e8 чорний король · f8 чорний слон · g8 чорний кінь · h8 чорна тура · a7 чорний пішак · b7 чорний пішак · f7 чорний пішак · g7 чорний пішак · h7 чорний пішак · e6 чорний пішак · b5 чорний хрестик · d5 чорний пішак · e5 білий пішак · d4 чорний ферзь · d3 білий слон · a2 білий пішак · b2 білий пішак · f2 білий пішак · g2 білий пішак · h2 білий пішак · a1 біла тура · b1 білий кінь · c1 білий слон · d1 білий ферзь · e1 білий король · h1 біла тура | a8 чорна тура · c8 чорний слон · e8 чорний король · f8 чорний слон · g8 чорний кінь · h8 чорна тура · a7 чорний пішак · b7 чорний пішак · f7 чорний пішак · g7 чорний пішак · h7 чорний пішак · e6 чорний пішак · b5 чорний хрестик · d5 чорний пішак · e5 білий пішак · d4 чорний ферзь · d3 білий слон · a2 білий пішак · b2 білий пішак · f2 білий пішак · g2 білий пішак · h2 білий пішак · a1 біла тура · b1 білий кінь · c1 білий слон · d1 білий ферзь · e1 білий король · h1 біла тура | a8 чорна тура · c8 чорний слон · e8 чорний король · f8 чорний слон · g8 чорний кінь · h8 чорна тура · a7 чорний пішак · b7 чорний пішак · f7 чорний пішак · g7 чорний пішак · h7 чорний пішак · e6 чорний пішак · b5 чорний хрестик · d5 чорний пішак · e5 білий пішак · d4 чорний ферзь · d3 білий слон · a2 білий пішак · b2 білий пішак · f2 білий пішак · g2 білий пішак · h2 білий пішак · a1 біла тура · b1 білий кінь · c1 білий слон · d1 білий ферзь · e1 білий король · h1 біла тура | 6 |
| 5 | a8 чорна тура · c8 чорний слон · e8 чорний король · f8 чорний слон · g8 чорний кінь · h8 чорна тура · a7 чорний пішак · b7 чорний пішак · f7 чорний пішак · g7 чорний пішак · h7 чорний пішак · e6 чорний пішак · b5 чорний хрестик · d5 чорний пішак · e5 білий пішак · d4 чорний ферзь · d3 білий слон · a2 білий пішак · b2 білий пішак · f2 білий пішак · g2 білий пішак · h2 білий пішак · a1 біла тура · b1 білий кінь · c1 білий слон · d1 білий ферзь · e1 білий король · h1 біла тура | a8 чорна тура · c8 чорний слон · e8 чорний король · f8 чорний слон · g8 чорний кінь · h8 чорна тура · a7 чорний пішак · b7 чорний пішак · f7 чорний пішак · g7 чорний пішак · h7 чорний пішак · e6 чорний пішак · b5 чорний хрестик · d5 чорний пішак · e5 білий пішак · d4 чорний ферзь · d3 білий слон · a2 білий пішак · b2 білий пішак · f2 білий пішак · g2 білий пішак · h2 білий пішак · a1 біла тура · b1 білий кінь · c1 білий слон · d1 білий ферзь · e1 білий король · h1 біла тура | a8 чорна тура · c8 чорний слон · e8 чорний король · f8 чорний слон · g8 чорний кінь · h8 чорна тура · a7 чорний пішак · b7 чорний пішак · f7 чорний пішак · g7 чорний пішак · h7 чорний пішак · e6 чорний пішак · b5 чорний хрестик · d5 чорний пішак · e5 білий пішак · d4 чорний ферзь · d3 білий слон · a2 білий пішак · b2 білий пішак · f2 білий пішак · g2 білий пішак · h2 білий пішак · a1 біла тура · b1 білий кінь · c1 білий слон · d1 білий ферзь · e1 білий король · h1 біла тура | a8 чорна тура · c8 чорний слон · e8 чорний король · f8 чорний слон · g8 чорний кінь · h8 чорна тура · a7 чорний пішак · b7 чорний пішак · f7 чорний пішак · g7 чорний пішак · h7 чорний пішак · e6 чорний пішак · b5 чорний хрестик · d5 чорний пішак · e5 білий пішак · d4 чорний ферзь · d3 білий слон · a2 білий пішак · b2 білий пішак · f2 білий пішак · g2 білий пішак · h2 білий пішак · a1 біла тура · b1 білий кінь · c1 білий слон · d1 білий ферзь · e1 білий король · h1 біла тура | a8 чорна тура · c8 чорний слон · e8 чорний король · f8 чорний слон · g8 чорний кінь · h8 чорна тура · a7 чорний пішак · b7 чорний пішак · f7 чорний пішак · g7 чорний пішак · h7 чорний пішак · e6 чорний пішак · b5 чорний хрестик · d5 чорний пішак · e5 білий пішак · d4 чорний ферзь · d3 білий слон · a2 білий пішак · b2 білий пішак · f2 білий пішак · g2 білий пішак · h2 білий пішак · a1 біла тура · b1 білий кінь · c1 білий слон · d1 білий ферзь · e1 білий король · h1 біла тура | a8 чорна тура · c8 чорний слон · e8 чорний король · f8 чорний слон · g8 чорний кінь · h8 чорна тура · a7 чорний пішак · b7 чорний пішак · f7 чорний пішак · g7 чорний пішак · h7 чорний пішак · e6 чорний пішак · b5 чорний хрестик · d5 чорний пішак · e5 білий пішак · d4 чорний ферзь · d3 білий слон · a2 білий пішак · b2 білий пішак · f2 білий пішак · g2 білий пішак · h2 білий пішак · a1 біла тура · b1 білий кінь · c1 білий слон · d1 білий ферзь · e1 білий король · h1 біла тура | a8 чорна тура · c8 чорний слон · e8 чорний король · f8 чорний слон · g8 чорний кінь · h8 чорна тура · a7 чорний пішак · b7 чорний пішак · f7 чорний пішак · g7 чорний пішак · h7 чорний пішак · e6 чорний пішак · b5 чорний хрестик · d5 чорний пішак · e5 білий пішак · d4 чорний ферзь · d3 білий слон · a2 білий пішак · b2 білий пішак · f2 білий пішак · g2 білий пішак · h2 білий пішак · a1 біла тура · b1 білий кінь · c1 білий слон · d1 білий ферзь · e1 білий король · h1 біла тура | a8 чорна тура · c8 чорний слон · e8 чорний король · f8 чорний слон · g8 чорний кінь · h8 чорна тура · a7 чорний пішак · b7 чорний пішак · f7 чорний пішак · g7 чорний пішак · h7 чорний пішак · e6 чорний пішак · b5 чорний хрестик · d5 чорний пішак · e5 білий пішак · d4 чорний ферзь · d3 білий слон · a2 білий пішак · b2 білий пішак · f2 білий пішак · g2 білий пішак · h2 білий пішак · a1 біла тура · b1 білий кінь · c1 білий слон · d1 білий ферзь · e1 білий король · h1 біла тура | 5 |
| 4 | a8 чорна тура · c8 чорний слон · e8 чорний король · f8 чорний слон · g8 чорний кінь · h8 чорна тура · a7 чорний пішак · b7 чорний пішак · f7 чорний пішак · g7 чорний пішак · h7 чорний пішак · e6 чорний пішак · b5 чорний хрестик · d5 чорний пішак · e5 білий пішак · d4 чорний ферзь · d3 білий слон · a2 білий пішак · b2 білий пішак · f2 білий пішак · g2 білий пішак · h2 білий пішак · a1 біла тура · b1 білий кінь · c1 білий слон · d1 білий ферзь · e1 білий король · h1 біла тура | a8 чорна тура · c8 чорний слон · e8 чорний король · f8 чорний слон · g8 чорний кінь · h8 чорна тура · a7 чорний пішак · b7 чорний пішак · f7 чорний пішак · g7 чорний пішак · h7 чорний пішак · e6 чорний пішак · b5 чорний хрестик · d5 чорний пішак · e5 білий пішак · d4 чорний ферзь · d3 білий слон · a2 білий пішак · b2 білий пішак · f2 білий пішак · g2 білий пішак · h2 білий пішак · a1 біла тура · b1 білий кінь · c1 білий слон · d1 білий ферзь · e1 білий король · h1 біла тура | a8 чорна тура · c8 чорний слон · e8 чорний король · f8 чорний слон · g8 чорний кінь · h8 чорна тура · a7 чорний пішак · b7 чорний пішак · f7 чорний пішак · g7 чорний пішак · h7 чорний пішак · e6 чорний пішак · b5 чорний хрестик · d5 чорний пішак · e5 білий пішак · d4 чорний ферзь · d3 білий слон · a2 білий пішак · b2 білий пішак · f2 білий пішак · g2 білий пішак · h2 білий пішак · a1 біла тура · b1 білий кінь · c1 білий слон · d1 білий ферзь · e1 білий король · h1 біла тура | a8 чорна тура · c8 чорний слон · e8 чорний король · f8 чорний слон · g8 чорний кінь · h8 чорна тура · a7 чорний пішак · b7 чорний пішак · f7 чорний пішак · g7 чорний пішак · h7 чорний пішак · e6 чорний пішак · b5 чорний хрестик · d5 чорний пішак · e5 білий пішак · d4 чорний ферзь · d3 білий слон · a2 білий пішак · b2 білий пішак · f2 білий пішак · g2 білий пішак · h2 білий пішак · a1 біла тура · b1 білий кінь · c1 білий слон · d1 білий ферзь · e1 білий король · h1 біла тура | a8 чорна тура · c8 чорний слон · e8 чорний король · f8 чорний слон · g8 чорний кінь · h8 чорна тура · a7 чорний пішак · b7 чорний пішак · f7 чорний пішак · g7 чорний пішак · h7 чорний пішак · e6 чорний пішак · b5 чорний хрестик · d5 чорний пішак · e5 білий пішак · d4 чорний ферзь · d3 білий слон · a2 білий пішак · b2 білий пішак · f2 білий пішак · g2 білий пішак · h2 білий пішак · a1 біла тура · b1 білий кінь · c1 білий слон · d1 білий ферзь · e1 білий король · h1 біла тура | a8 чорна тура · c8 чорний слон · e8 чорний король · f8 чорний слон · g8 чорний кінь · h8 чорна тура · a7 чорний пішак · b7 чорний пішак · f7 чорний пішак · g7 чорний пішак · h7 чорний пішак · e6 чорний пішак · b5 чорний хрестик · d5 чорний пішак · e5 білий пішак · d4 чорний ферзь · d3 білий слон · a2 білий пішак · b2 білий пішак · f2 білий пішак · g2 білий пішак · h2 білий пішак · a1 біла тура · b1 білий кінь · c1 білий слон · d1 білий ферзь · e1 білий король · h1 біла тура | a8 чорна тура · c8 чорний слон · e8 чорний король · f8 чорний слон · g8 чорний кінь · h8 чорна тура · a7 чорний пішак · b7 чорний пішак · f7 чорний пішак · g7 чорний пішак · h7 чорний пішак · e6 чорний пішак · b5 чорний хрестик · d5 чорний пішак · e5 білий пішак · d4 чорний ферзь · d3 білий слон · a2 білий пішак · b2 білий пішак · f2 білий пішак · g2 білий пішак · h2 білий пішак · a1 біла тура · b1 білий кінь · c1 білий слон · d1 білий ферзь · e1 білий король · h1 біла тура | a8 чорна тура · c8 чорний слон · e8 чорний король · f8 чорний слон · g8 чорний кінь · h8 чорна тура · a7 чорний пішак · b7 чорний пішак · f7 чорний пішак · g7 чорний пішак · h7 чорний пішак · e6 чорний пішак · b5 чорний хрестик · d5 чорний пішак · e5 білий пішак · d4 чорний ферзь · d3 білий слон · a2 білий пішак · b2 білий пішак · f2 білий пішак · g2 білий пішак · h2 білий пішак · a1 біла тура · b1 білий кінь · c1 білий слон · d1 білий ферзь · e1 білий король · h1 біла тура | 4 |
| 3 | a8 чорна тура · c8 чорний слон · e8 чорний король · f8 чорний слон · g8 чорний кінь · h8 чорна тура · a7 чорний пішак · b7 чорний пішак · f7 чорний пішак · g7 чорний пішак · h7 чорний пішак · e6 чорний пішак · b5 чорний хрестик · d5 чорний пішак · e5 білий пішак · d4 чорний ферзь · d3 білий слон · a2 білий пішак · b2 білий пішак · f2 білий пішак · g2 білий пішак · h2 білий пішак · a1 біла тура · b1 білий кінь · c1 білий слон · d1 білий ферзь · e1 білий король · h1 біла тура | a8 чорна тура · c8 чорний слон · e8 чорний король · f8 чорний слон · g8 чорний кінь · h8 чорна тура · a7 чорний пішак · b7 чорний пішак · f7 чорний пішак · g7 чорний пішак · h7 чорний пішак · e6 чорний пішак · b5 чорний хрестик · d5 чорний пішак · e5 білий пішак · d4 чорний ферзь · d3 білий слон · a2 білий пішак · b2 білий пішак · f2 білий пішак · g2 білий пішак · h2 білий пішак · a1 біла тура · b1 білий кінь · c1 білий слон · d1 білий ферзь · e1 білий король · h1 біла тура | a8 чорна тура · c8 чорний слон · e8 чорний король · f8 чорний слон · g8 чорний кінь · h8 чорна тура · a7 чорний пішак · b7 чорний пішак · f7 чорний пішак · g7 чорний пішак · h7 чорний пішак · e6 чорний пішак · b5 чорний хрестик · d5 чорний пішак · e5 білий пішак · d4 чорний ферзь · d3 білий слон · a2 білий пішак · b2 білий пішак · f2 білий пішак · g2 білий пішак · h2 білий пішак · a1 біла тура · b1 білий кінь · c1 білий слон · d1 білий ферзь · e1 білий король · h1 біла тура | a8 чорна тура · c8 чорний слон · e8 чорний король · f8 чорний слон · g8 чорний кінь · h8 чорна тура · a7 чорний пішак · b7 чорний пішак · f7 чорний пішак · g7 чорний пішак · h7 чорний пішак · e6 чорний пішак · b5 чорний хрестик · d5 чорний пішак · e5 білий пішак · d4 чорний ферзь · d3 білий слон · a2 білий пішак · b2 білий пішак · f2 білий пішак · g2 білий пішак · h2 білий пішак · a1 біла тура · b1 білий кінь · c1 білий слон · d1 білий ферзь · e1 білий король · h1 біла тура | a8 чорна тура · c8 чорний слон · e8 чорний король · f8 чорний слон · g8 чорний кінь · h8 чорна тура · a7 чорний пішак · b7 чорний пішак · f7 чорний пішак · g7 чорний пішак · h7 чорний пішак · e6 чорний пішак · b5 чорний хрестик · d5 чорний пішак · e5 білий пішак · d4 чорний ферзь · d3 білий слон · a2 білий пішак · b2 білий пішак · f2 білий пішак · g2 білий пішак · h2 білий пішак · a1 біла тура · b1 білий кінь · c1 білий слон · d1 білий ферзь · e1 білий король · h1 біла тура | a8 чорна тура · c8 чорний слон · e8 чорний король · f8 чорний слон · g8 чорний кінь · h8 чорна тура · a7 чорний пішак · b7 чорний пішак · f7 чорний пішак · g7 чорний пішак · h7 чорний пішак · e6 чорний пішак · b5 чорний хрестик · d5 чорний пішак · e5 білий пішак · d4 чорний ферзь · d3 білий слон · a2 білий пішак · b2 білий пішак · f2 білий пішак · g2 білий пішак · h2 білий пішак · a1 біла тура · b1 білий кінь · c1 білий слон · d1 білий ферзь · e1 білий король · h1 біла тура | a8 чорна тура · c8 чорний слон · e8 чорний король · f8 чорний слон · g8 чорний кінь · h8 чорна тура · a7 чорний пішак · b7 чорний пішак · f7 чорний пішак · g7 чорний пішак · h7 чорний пішак · e6 чорний пішак · b5 чорний хрестик · d5 чорний пішак · e5 білий пішак · d4 чорний ферзь · d3 білий слон · a2 білий пішак · b2 білий пішак · f2 білий пішак · g2 білий пішак · h2 білий пішак · a1 біла тура · b1 білий кінь · c1 білий слон · d1 білий ферзь · e1 білий король · h1 біла тура | a8 чорна тура · c8 чорний слон · e8 чорний король · f8 чорний слон · g8 чорний кінь · h8 чорна тура · a7 чорний пішак · b7 чорний пішак · f7 чорний пішак · g7 чорний пішак · h7 чорний пішак · e6 чорний пішак · b5 чорний хрестик · d5 чорний пішак · e5 білий пішак · d4 чорний ферзь · d3 білий слон · a2 білий пішак · b2 білий пішак · f2 білий пішак · g2 білий пішак · h2 білий пішак · a1 біла тура · b1 білий кінь · c1 білий слон · d1 білий ферзь · e1 білий король · h1 біла тура | 3 |
| 2 | a8 чорна тура · c8 чорний слон · e8 чорний король · f8 чорний слон · g8 чорний кінь · h8 чорна тура · a7 чорний пішак · b7 чорний пішак · f7 чорний пішак · g7 чорний пішак · h7 чорний пішак · e6 чорний пішак · b5 чорний хрестик · d5 чорний пішак · e5 білий пішак · d4 чорний ферзь · d3 білий слон · a2 білий пішак · b2 білий пішак · f2 білий пішак · g2 білий пішак · h2 білий пішак · a1 біла тура · b1 білий кінь · c1 білий слон · d1 білий ферзь · e1 білий король · h1 біла тура | a8 чорна тура · c8 чорний слон · e8 чорний король · f8 чорний слон · g8 чорний кінь · h8 чорна тура · a7 чорний пішак · b7 чорний пішак · f7 чорний пішак · g7 чорний пішак · h7 чорний пішак · e6 чорний пішак · b5 чорний хрестик · d5 чорний пішак · e5 білий пішак · d4 чорний ферзь · d3 білий слон · a2 білий пішак · b2 білий пішак · f2 білий пішак · g2 білий пішак · h2 білий пішак · a1 біла тура · b1 білий кінь · c1 білий слон · d1 білий ферзь · e1 білий король · h1 біла тура | a8 чорна тура · c8 чорний слон · e8 чорний король · f8 чорний слон · g8 чорний кінь · h8 чорна тура · a7 чорний пішак · b7 чорний пішак · f7 чорний пішак · g7 чорний пішак · h7 чорний пішак · e6 чорний пішак · b5 чорний хрестик · d5 чорний пішак · e5 білий пішак · d4 чорний ферзь · d3 білий слон · a2 білий пішак · b2 білий пішак · f2 білий пішак · g2 білий пішак · h2 білий пішак · a1 біла тура · b1 білий кінь · c1 білий слон · d1 білий ферзь · e1 білий король · h1 біла тура | a8 чорна тура · c8 чорний слон · e8 чорний король · f8 чорний слон · g8 чорний кінь · h8 чорна тура · a7 чорний пішак · b7 чорний пішак · f7 чорний пішак · g7 чорний пішак · h7 чорний пішак · e6 чорний пішак · b5 чорний хрестик · d5 чорний пішак · e5 білий пішак · d4 чорний ферзь · d3 білий слон · a2 білий пішак · b2 білий пішак · f2 білий пішак · g2 білий пішак · h2 білий пішак · a1 біла тура · b1 білий кінь · c1 білий слон · d1 білий ферзь · e1 білий король · h1 біла тура | a8 чорна тура · c8 чорний слон · e8 чорний король · f8 чорний слон · g8 чорний кінь · h8 чорна тура · a7 чорний пішак · b7 чорний пішак · f7 чорний пішак · g7 чорний пішак · h7 чорний пішак · e6 чорний пішак · b5 чорний хрестик · d5 чорний пішак · e5 білий пішак · d4 чорний ферзь · d3 білий слон · a2 білий пішак · b2 білий пішак · f2 білий пішак · g2 білий пішак · h2 білий пішак · a1 біла тура · b1 білий кінь · c1 білий слон · d1 білий ферзь · e1 білий король · h1 біла тура | a8 чорна тура · c8 чорний слон · e8 чорний король · f8 чорний слон · g8 чорний кінь · h8 чорна тура · a7 чорний пішак · b7 чорний пішак · f7 чорний пішак · g7 чорний пішак · h7 чорний пішак · e6 чорний пішак · b5 чорний хрестик · d5 чорний пішак · e5 білий пішак · d4 чорний ферзь · d3 білий слон · a2 білий пішак · b2 білий пішак · f2 білий пішак · g2 білий пішак · h2 білий пішак · a1 біла тура · b1 білий кінь · c1 білий слон · d1 білий ферзь · e1 білий король · h1 біла тура | a8 чорна тура · c8 чорний слон · e8 чорний король · f8 чорний слон · g8 чорний кінь · h8 чорна тура · a7 чорний пішак · b7 чорний пішак · f7 чорний пішак · g7 чорний пішак · h7 чорний пішак · e6 чорний пішак · b5 чорний хрестик · d5 чорний пішак · e5 білий пішак · d4 чорний ферзь · d3 білий слон · a2 білий пішак · b2 білий пішак · f2 білий пішак · g2 білий пішак · h2 білий пішак · a1 біла тура · b1 білий кінь · c1 білий слон · d1 білий ферзь · e1 білий король · h1 біла тура | a8 чорна тура · c8 чорний слон · e8 чорний король · f8 чорний слон · g8 чорний кінь · h8 чорна тура · a7 чорний пішак · b7 чорний пішак · f7 чорний пішак · g7 чорний пішак · h7 чорний пішак · e6 чорний пішак · b5 чорний хрестик · d5 чорний пішак · e5 білий пішак · d4 чорний ферзь · d3 білий слон · a2 білий пішак · b2 білий пішак · f2 білий пішак · g2 білий пішак · h2 білий пішак · a1 біла тура · b1 білий кінь · c1 білий слон · d1 білий ферзь · e1 білий король · h1 біла тура | 2 |
| 1 | a8 чорна тура · c8 чорний слон · e8 чорний король · f8 чорний слон · g8 чорний кінь · h8 чорна тура · a7 чорний пішак · b7 чорний пішак · f7 чорний пішак · g7 чорний пішак · h7 чорний пішак · e6 чорний пішак · b5 чорний хрестик · d5 чорний пішак · e5 білий пішак · d4 чорний ферзь · d3 білий слон · a2 білий пішак · b2 білий пішак · f2 білий пішак · g2 білий пішак · h2 білий пішак · a1 біла тура · b1 білий кінь · c1 білий слон · d1 білий ферзь · e1 білий король · h1 біла тура | a8 чорна тура · c8 чорний слон · e8 чорний король · f8 чорний слон · g8 чорний кінь · h8 чорна тура · a7 чорний пішак · b7 чорний пішак · f7 чорний пішак · g7 чорний пішак · h7 чорний пішак · e6 чорний пішак · b5 чорний хрестик · d5 чорний пішак · e5 білий пішак · d4 чорний ферзь · d3 білий слон · a2 білий пішак · b2 білий пішак · f2 білий пішак · g2 білий пішак · h2 білий пішак · a1 біла тура · b1 білий кінь · c1 білий слон · d1 білий ферзь · e1 білий король · h1 біла тура | a8 чорна тура · c8 чорний слон · e8 чорний король · f8 чорний слон · g8 чорний кінь · h8 чорна тура · a7 чорний пішак · b7 чорний пішак · f7 чорний пішак · g7 чорний пішак · h7 чорний пішак · e6 чорний пішак · b5 чорний хрестик · d5 чорний пішак · e5 білий пішак · d4 чорний ферзь · d3 білий слон · a2 білий пішак · b2 білий пішак · f2 білий пішак · g2 білий пішак · h2 білий пішак · a1 біла тура · b1 білий кінь · c1 білий слон · d1 білий ферзь · e1 білий король · h1 біла тура | a8 чорна тура · c8 чорний слон · e8 чорний король · f8 чорний слон · g8 чорний кінь · h8 чорна тура · a7 чорний пішак · b7 чорний пішак · f7 чорний пішак · g7 чорний пішак · h7 чорний пішак · e6 чорний пішак · b5 чорний хрестик · d5 чорний пішак · e5 білий пішак · d4 чорний ферзь · d3 білий слон · a2 білий пішак · b2 білий пішак · f2 білий пішак · g2 білий пішак · h2 білий пішак · a1 біла тура · b1 білий кінь · c1 білий слон · d1 білий ферзь · e1 білий король · h1 біла тура | a8 чорна тура · c8 чорний слон · e8 чорний король · f8 чорний слон · g8 чорний кінь · h8 чорна тура · a7 чорний пішак · b7 чорний пішак · f7 чорний пішак · g7 чорний пішак · h7 чорний пішак · e6 чорний пішак · b5 чорний хрестик · d5 чорний пішак · e5 білий пішак · d4 чорний ферзь · d3 білий слон · a2 білий пішак · b2 білий пішак · f2 білий пішак · g2 білий пішак · h2 білий пішак · a1 біла тура · b1 білий кінь · c1 білий слон · d1 білий ферзь · e1 білий король · h1 біла тура | a8 чорна тура · c8 чорний слон · e8 чорний король · f8 чорний слон · g8 чорний кінь · h8 чорна тура · a7 чорний пішак · b7 чорний пішак · f7 чорний пішак · g7 чорний пішак · h7 чорний пішак · e6 чорний пішак · b5 чорний хрестик · d5 чорний пішак · e5 білий пішак · d4 чорний ферзь · d3 білий слон · a2 білий пішак · b2 білий пішак · f2 білий пішак · g2 білий пішак · h2 білий пішак · a1 біла тура · b1 білий кінь · c1 білий слон · d1 білий ферзь · e1 білий король · h1 біла тура | a8 чорна тура · c8 чорний слон · e8 чорний король · f8 чорний слон · g8 чорний кінь · h8 чорна тура · a7 чорний пішак · b7 чорний пішак · f7 чорний пішак · g7 чорний пішак · h7 чорний пішак · e6 чорний пішак · b5 чорний хрестик · d5 чорний пішак · e5 білий пішак · d4 чорний ферзь · d3 білий слон · a2 білий пішак · b2 білий пішак · f2 білий пішак · g2 білий пішак · h2 білий пішак · a1 біла тура · b1 білий кінь · c1 білий слон · d1 білий ферзь · e1 білий король · h1 біла тура | a8 чорна тура · c8 чорний слон · e8 чорний король · f8 чорний слон · g8 чорний кінь · h8 чорна тура · a7 чорний пішак · b7 чорний пішак · f7 чорний пішак · g7 чорний пішак · h7 чорний пішак · e6 чорний пішак · b5 чорний хрестик · d5 чорний пішак · e5 білий пішак · d4 чорний ферзь · d3 білий слон · a2 білий пішак · b2 білий пішак · f2 білий пішак · g2 білий пішак · h2 білий пішак · a1 біла тура · b1 білий кінь · c1 білий слон · d1 білий ферзь · e1 білий король · h1 біла тура | 1 |
|   | a | b | c | d | e | f | g | h |   |

Діаграма ілюструє пастку в просунутому варіанті французького захисту, що базується на відкритому нападі. Якщо після 1.e4 e6 2.d4 d5 3.e5 c5 4.c3 cxd4 5.cxd4 Qb6 6.Bd3, чорні помилково спробують виграти пішака d4 білих ходом 6…Qxd4?? (діаграма), білі зіграють 7.Bb5+, відкритий напад (білий слон відкриває шлях білому ферзю) на чорного ферзя з шахом. Чорні повинні захищатись від шаха, тоді як білі можуть побити 8.Qxd4.